# The Smoke of the .45
The Smoke of the .45 est un film muet américain réalisé par Allan Dwan et sorti en 1911.

## Fiche technique
- Réalisation : Allan Dwan
- Date de sortie : États-Unis : 7 décembre 1911

## Distribution
- J. Warren Kerrigan : le ranger
- Pauline Bush : la vieille sœur
- Jessalyn Van Trump : la jeune sœur